# 1992년 하계 올림픽 아메리칸사모아 선수단
1992년 하계 올림픽 아메리칸사모아 선수단은 스페인 바르셀로나에서 개최된 1992년 하계 올림픽에 참가한 올림픽 아메리칸사모아 선수단이다.

## 참고 자료
- (영어) “American Samoa at the 1992 Barcelona Summer Games”. SR/Olympic Sports. 2012년 11월 12일에 원본 문서에서 보존된 문서. 2011년 10월 10일에 확인함.